# Tortisambert
Tortisambert település Franciaországban, Calvados megyében. Lakosainak száma 125 fő (2018. január 1.). Tortisambert Les Autels-Saint-Bazile, La Chapelle-Haute-Grue, Heurtevent és L’Oudon községekkel határos.

## Népesség
A település népessége az elmúlt években az alábbi módon változott:
| Lakosok száma | 218  | 187  | 127  | 136  | 149  | 146  | 152  | 140  | 126  | 125  |
|               | 1962 | 1968 | 1982 | 1990 | 1999 | 2008 | 2011 | 2013 | 2017 | 2018 |